# Phir Subah Hogi
Phir Subah Hogi ist ein indisches Filmdrama von Ramesh Saigal aus dem Jahr 1958.

## Handlung
Ram ist ein Jurastudent und abhängig von dem Geld seiner Mutter. Falls das Geld zu knapp ausläuft, verpfändet er seine Sachen. Eines Tages rettet er einen kleinen Jungen, indem er die Arztgebühren übernahm, mit all dem Geld, das er besaß, da die Familie des Jungen noch viel ärmer war als er selbst. Ram stattet dem Jungen Besuche ab und verliebt sich in dessen Schwester Sohni.
Der gerissene Harbanslal versorgt Sohnis trinksüchtigen Vater Gopal mit Schnaps auf Kredit, um dann mit dessen Tochter verheiratet zu werden. Nun ist Sohni an Harbanslal versprochen, weshalb sie Ram bittet ihr aus dieser Situation zu helfen. Ram geht zu seinem Geldverleiher, um den Safe auszurauben, doch alles geht schief und Ram tötet ihn versehentlich. Gopal stirbt aufgrund seines Alkoholkonsums, während Rams College-Freund Rehman versucht die Hochzeit nicht stattfinden zu lassen. Ram wird von einem Polizisten verfolgt, der ihn für schuldig hält. Schließlich soll ein anderer Mann für den versehentlichen Mord büßen, als Ram ein schlechtes Gewissen bekommt und die Tat gesteht. Sein Urteil lautet 3 Jahre Gefängnis und Sohni verspricht auf ihn zu warten.

## Musik
| Liedtitel                  | Sänger                |
| -------------------------- | --------------------- |
| Aasman Pe Hai Khuda        | Mukesh                |
| Chin O Arab Humara         | Mukesh                |
| Woh Subah Kabhi To (Duett) | Asha Bhosle, Mukesh   |
| Woh Subah Kabhi To (Solo)  | Mukesh                |
| Phir Na Kije Mera          | Asha Bhosle, Mukesh   |
| Do Boonden Sawan Ki        | Asha Bhosle           |
| Jis Pyar Mein Yeh Haal     | Mohammed Rafi, Mukesh |

Die Liedtexte zur Musik von Khayyam schrieb der Dichter Sahir Ludhianvi. Die bekanntesten Stücke sind Woh subah kabhi to aayegi, Aasman pa hai khuda aur zameen pe hum und China-o-Arab hamara, dessen Text eine Kritik Ludhianvis an Nehrus richtungslosem Liberalismus ist und sich auf die zeitgenössische Politik Zhou Enlais und Nassers bezieht.

## Hintergrund
Der grobe Rahmen der Handlung ist eine Anlehnung an Dostojewskis Roman Schuld und Sühne, der Film ist jedoch im Übrigen ein emotionales Plädoyer für soziale Gerechtigkeit im Indien der Nehru-Ära. Bereits mit Railway Platform (1955) hatte sich der Regisseur Ramesh Saigal in diesem Genre einen Namen gemacht.

## Auszeichnungen
Filmfare Award 1959
- Nominierung für den Filmfare Award/Bester Hauptdarsteller (Raj Kapoor)